# Lịch sử Liverpool F.C. (1892–1959)

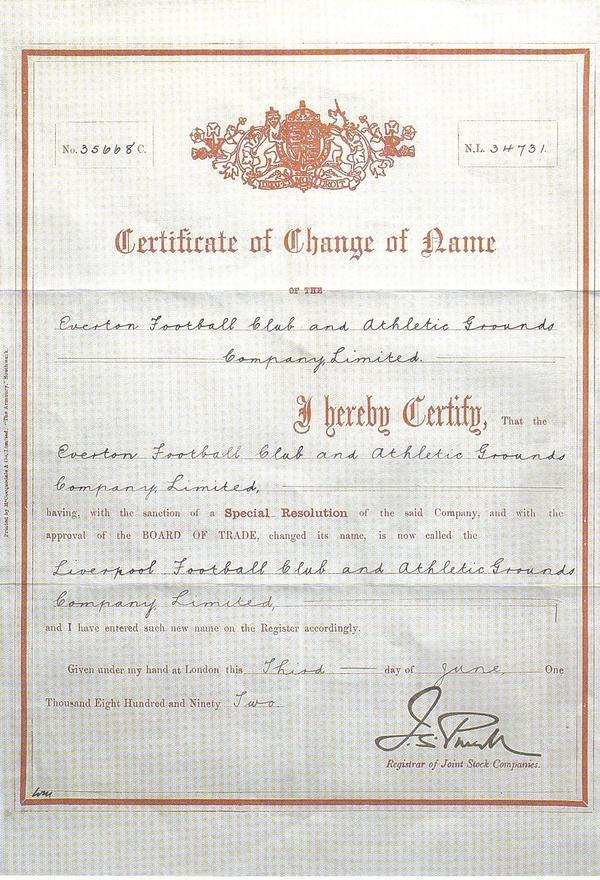
Giấy chứng nhận thay đổi tên thành Liverpool F.C.

Lịch sử của Câu lạc bộ Bóng đá Liverpool từ 1892 tới 1959 đề cập tới thời kỳ bắt đầu từ lúc câu lạc bộ thành lập, trải qua thời kỳ thành công từ những năm 1900 đến những năm 1920, đến việc bổ nhiệm Bill Shankly làm huấn luyện viên trưởng.
Câu lạc bộ Bóng đá Liverpool được thành lập vào ngày 15 tháng 3 năm 1892 sau sự bất đồng giữa các giám đốc của Câu lạc bộ Bóng đá Everton và chủ tịch của họ, John Houlding, người cũng sở hữu sân vận động của đội, sân Anfield. Tranh chấp về việc thuê sân khiến Everton chuyển tới Goodison Park, còn Houlding giờ chỉ còn trong tay một sân vận động trống không. Ông quyết định thành lập Liverpool F.C. và tham dự giải Lancashire League. Sau khi vô địch giải đấu này vào mùa giải đầu tiên, Liverpool giành được quyền tham dự Football League vào mùa giải 1893-94 do trước đó hai câu lạc bộ Accrington và Bootle đã rời khỏi Football League.
Việc bổ nhiệm Tom Watson làm huấn luyện viên vào năm 1896 đưa câu lạc bộ tới với thời kỳ thành công đầu tiên. Liverpool củng cố vị trí của họ tại Football League sau khi được thăng hạng lên First Division, và giành chức vô địch quốc gia đầu tiên năm 1901. Họ giành thêm một chức vô địch tiếp theo vào năm 1906, và vào năm 1914, họ lọt vào trận chung kết Cúp FA đầu tiên, tuy nhiên thua Burnley. Watson đột ngột qua đời vào năm 1915 vì viêm phổi sau khi Chiến tranh thế giới thứ nhất bùng nổ. Câu lạc bộ giành thêm hai chức vô địch vào năm 1922 và 1923 khi bóng đá được nối lại sau chiến tranh.
Việc mở rộng khán đài Spion Kop vào những năm 1920 giúp tăng sức chứa của Anfield. Thành công của Liverpool dần biến mất trong những năm giữa hai cuộc chiến tranh thế giới khi câu lạc bộ thường kết thúc ở giữa bảng xếp hạng. Liverpool vô địch quốc gia một lần nữa vào năm 1947 trong mùa giải đầu tiên sau Chiến tranh thế giới thứ hai. Tuy vậy sau một chuỗi đi xuống về thành tích, câu lạc bộ đã bị rớt xuống Hạng hai vào năm 1954. Vào thời điểm Shankly được bổ nhiệm năm 1959, Liverpool đã ở giải hạng hai trong năm mùa giải.

## Thành lập

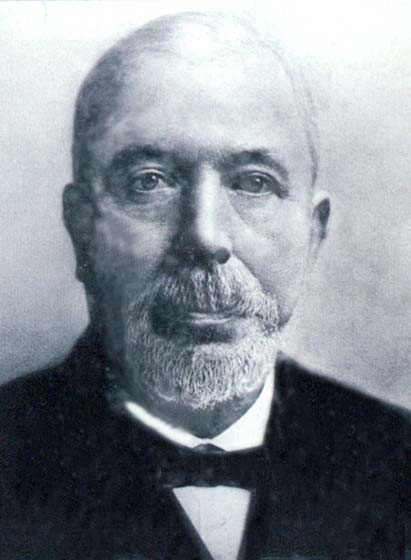
John Houlding, mgười sáng lập Liverpool F.C.

Lịch sử của Liverpool gắn với người hàng xóm của họ, Everton. Thành lập vào năm 1878, Everton chuyển tới Anfield vào năm 1884. Anfield là một sân vận động được sở hữu bởi John Houlding, cựu Thị trưởng Liverpool. Vào năm 1892 tranh cãi nổ ra giữa Houlding và ban giám đốc Everton về việc thuê sân. Giá thuê sân hàng năm tăng từ mức 100 bảng vào năm 1884 lên mức 250 bảng năm 1892; Houlding muốn bán hẳn sân cho câu lạc bộ, còn câu lạc bộ lại muốn một hợp đồng thuê sân dài hạn. Houlding chỉ đồng ý cho thuê sân dài hạn nếu câu lạc bộ trả mức thuê khó có thể chấp nhận đối với câu lạc bộ. Đàm phán đổ bể và ban lãnh đạo Everton quyết định rời Anfield để tìm một sân khác, để lại Anfield cho Houlding. Houlding quyết định thành lập một câu lạc bộ mới thi đấu tại Anfield. Ông dự định đăng ký tên đội là "Everton Football Club and Athletic Grounds Company, Limited" với Companies House, tuy nhiên Football League cho rằng tên này thuộc về đội Everton kia. Vì vậy mà Houlding phải đổi tên đội là "Liverpool Football Club".
Sau khi đội bóng ra đời, Houlding đăng ký tham dự giải hạng nhất của Football League, chức không phải giải hạng hai. Ban tổ chức Football League từ chối đơn đăng ký, do vậy Liverpool chuyển sang thi đấu tại Lancashire League. Liverpool chơi trận đầu tiên của họ vào ngày 1 tháng 9 năm 1892, một trận đấu giao hữu trước mùa giải với Rotherham Town kết thúc với thắng lợi 7–1. Đội hình Liverpool trận gặp Rotherham gồm toàn các cầu thủ Scotland mà huấn luyện viên John McKenna đích thân tới Scotland tuyển mộ. Trận đấu đầu tiên của Liverpool tại Lancashire League là trận thắng 8–0 trước Higher Walton. Có 200 người tới theo dõi trận đấu này, và con số tăng lên theo thành tích của Liverpool. Có khoảng 2.000 người chứng kiến Liverpool vượt qua South Shore ở trận đấu áp chót của mùa giải ở Anfield.
Mùa giải đầu tiên diễn ra thành công khi đội bóng giành chức vô địch Lancashire League nhờ hiệu số bàn thắng thua tốt hơn so với Blackpool. Họ cũng vô địch Liverpool District Cup sau khi đánh bại Everton. Tuy vậy các cúp vô địch này bị kẻ trộm đánh cắp và câu lạc bộ phải bỏ ra 130 bảng để làm lại cúp. Sau thành công của mình, Liverpool tiếp tục gửi đơn đăng ký thi đấu tại Football League và được chấp nhận, chủ yếu là do hai đội Accrington và Bootle rời khỏi giải hạng hai. Trang phục ban đầu của Liverpool là áo carô xanh lam và trắng và quần trắng, giống với đội láng giềng Everton. Từ năm 1894 họ chuyển sang áo đỏ quần trắng.
Trận đấu đầu tiên ở Football League là trận thắng 2-0 trước Middlesbrough Ironopolis vào ngày 2 tháng 9 năm 1893 với người ghi bàn đầu tiên là Malcolm McVean. Mùa giải năm đó Liverpool bất bại trong 28 trận, trong đó có 22 trận thắng. Họ đứng đầu giải hạng hai, tuy nhiên thời đó chưa có lên hạng trực tiếp mà phải thông qua play-off. Đối thủ trong trận tranh suất dự hạng nhất là Newton Heath (sau này là Manchester United). Liverpool là đội thắng cuộc và giành suất lên hạng. Tuy vậy họ chỉ trụ lại một mùa khi cán đích ở vị trí cuối bảng, thẳng 7 trong số 30 trận. Họ xuống hạng sau khi thua Bury với tỉ số 1–0 ở trận play-off, dù Bury chỉ chơi với mười người trong phần lớn trận đấu.

## Gia tăng sức mạnh
Do có ngày một nhiều người tới xem Liverpool, sức chứa của sân Anfield được mở rộng. Khán đài chính được xây dựng giúp tăng số khán giả lên khoảng 20.000. Liverpool không lại giải hạng hai quá lâu, vì họ được lên chơi ở giải hạng nhất trong mùa giải 1895-96. Họ giành được mười hai chiến thắng trong mười bốn trận đấu cuối cùng của mùa giải, đứng đầu giải hạng hai. Họ tiếp tục thắng Small Heath (sau này là Birmingham City) và West Bromwich Albion trong các trận tranh suất lên hạng cuối mùa. Câu lạc bộ lọt vào bán kết Cúp FA lần đầu tiên trong mùa giải 1896-97; đối thủ của họ là Aston Villa, trong khi ở trận bán kết còn lại, Everton mở ra hy vọng về một trận chung kết cúp FA toàn Merseyside đầu tiên. Tuy nhiên, trong khi Everton giành chiến thắng, Liverpool đã bị đánh bại với tỉ số 3-0. Sau khi lên hạng, câu lạc bộ bổ nhiệm Tom Watson, người khi đó đang dẫn dắt Sunderland, làm huấn luyện viên trưởng mới của họ. Ba chức vô địch quốc gia trong bốn mùa giải với Sunderland đã thuyết phục Houlding chiêu mộ Watson và ông trở thành huấn luyện viên được trả lương cao nhất ở Anh với mức lương hàng năm là 300 bảng.

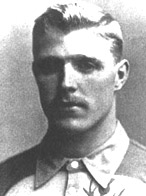
Alex Raisbeck, đội trưởng Liverpool trong mùa giải vô địch đầu tiên

Trong hai mùa giải tiếp theo, Liverpool củng cố vị trí của họ ở giải hạng nhất, với các lần về đích ở vị trí thứ năm và thứ chín. Thành tích được cải thiện trong ở mùa giải 1898–99 khi câu lạc bộ bước vào trận đấu cuối cùng của họ với cơ hội giành chức vô địch đầu tiên. Họ phải đối mặt với Aston Villa, đội mà họ đang bằng điểm. Lợi thế bàn thắng trung bình 0,02 của Villa có nghĩa là Villa chỉ cần hòa để giành chức vô địch. Trong trận đấu này, Villa thắng 5–0, còn Liverpool về nhì. Liverpool cũng vào tới bán kết Cúp FA với Sheffield United. Trận đấu kết thúc với tỉ số hòa 2–2; trận đá lại đầu tiên tại Burnden Park kết thúc với tỉ số hòa 4–4, trong khi trận đấu đá lại tiếp theo tại Sân vận động Fallowfield bị hủy bỏ do quá đông người tới xem dẫn tới khán giả tràn cả vào đường biên. Thế cân bằng được phá vỡ tại Baseball Ground nơi Sheffield United giành thắng lợi 1–0.
Liverpool giành chức vô địch giải hạng nhất đầu tiên vào năm 1901. Người góp phần quan trọng vào thành công này là đội trưởng Alex Raisbeck, và tiền đạo Sam Raybould. Raisbeck, thi đấu ở vị trí hậu vệ, chuyển tới từ Hibernian vào năm 1898. Một năm sau ông trở thành đội trưởng của đội, luôn là tâm điểm của đội bóng, trong cả vai trò cầu thủ phòng ngự lẫn phát động tấn công. Raybould chuyển tới từ New Brighton Tower, và ghi bảy bàn trong mùa giải 1899-1900. Đây là mùa giải mà đội giành chiến thắng chín trong mười một trận cuối cùng để kết thúc ở vị trí thứ mười. Ông ghi tổng cộng 128 bàn trong 226 trận cho Liverpool trong sự nghiệp. Vào tháng Hai của mùa giải 1900-01, Liverpool tưởng như sẽ có một mùa giải thất vọng khi thua tám trận và để lọt lưới 31 bàn. Tuy vậy, họ thắng 9, hòa 3 trong 12 trận tiếp theo, chỉ để lọt 4 bàn và qua đó đoạt chức vô địch. Họ ít thành công hơn trong hai mùa tiếp theo, lần lượt kết thúc mùa ở vị trí thứ mười một và thứ năm. Câu lạc bộ xuống hạng ở mùa giải 1903-04; tuy vậy họ nhanh chóng trở lại chỉ sau một mùa giải. Trong mùa giải 1905-06 họ trở thành đội đầu tiên vô địch hạng hai và hạng nhất trong hai mùa liên tiếp. Họ cũng lọt vào bán kết Cúp FA và thua Everton 2-0.
Houlding mất vào năm 1902, trong khi vào năm 1905 quyền sở hữu của câu lạc bộ đã được cơ cấu lại. Trong số 3.000 cổ phiếu hiện có, 2.000 cổ phiếu được nắm giữ bởi gia đình Houlding. Câu lạc bộ nợ Houlding 10.000 bảng, kèm theo một khoản thấu chi ngân hàng 5.000 bảng được bảo đảm bởi gia đình ông. Gia đình đề nghị từ bỏ 2.000 cổ phiếu và xóa nợ nếu câu lạc bộ giải phóng họ khỏi khoản bảo lãnh vay ngân hàng. Ban quản trị đồng ý và một đợt phát hành cổ phiếu mới được tiến hành vào năm 1906 với 15.000 cổ phiếu được tung ra với giá 1 bảng mỗi cổ phiếu. Sau đợt phát hành cổ phiếu, McKenna trở thành chủ tịch câu lạc bộ.
Sau những thành công của câu lạc bộ, một khán đài mới đã được dựng dọc theo phía đường Walton Breck Road. Khán đài nổi tiếng với tên gọi Spion Kop – cái tên do Ernest Edwards, biên tập viên thể thao của các tờ báo địa phương Liverpool Daily Post và Echo, đặt theo tên của một ngọn đồi nổi tiếng ở Nam Phi, nơi một trung đoàn địa phương chịu tổn thất nặng nề trong Chiến tranh Boer thứ hai. Hơn 300 binh sĩ tử trận, nhiều người có gốc gác ở Liverpool, khi lục quân Anh tìm cách chiếm lấy vị trí chiến lược tại đây.
Trong các mùa giải sau chức vô địch thứ hai của họ, Liverpool không tỏ ra mấy thành công và thường kết thúc mùa giải ở giữa bảng xếp hạng. Họ kết thúc ở vị trí thứ hai sau Aston Villa ở mùa 1909-10. Đây là mùa giải cuối cùng của đội trưởng Raisbeck khi anh trở về Scotland để ti đấu cho Partick Thistle. Phong độ của Liverpool đi xuống sau sự ra đi của anh, khi thành tích tốt nhất của họ ở giải hạng nhất chỉ là vị trí thứ 12 trong mùa giải 1912-13. Mọi chuyện có sự cải thiện vào năm 1914 khi câu lạc bộ lọt vào trận chung kết Cúp FA đầu tiên dù để thua Burnley với tỉ số 1–0 tại Crystal Palace. Vào mùa giải tiếp theo bốn cầu thủ Liverpool có dính líu tới bê bối bán độ ở Anh năm 1915, liên quan tới một trận đấu với Manchester United. Một chiến thắng với tỉ số 2–0 cho United là đủ để thắng cược và có sự can dự của cầu thủ cả hai đội. Khi tỉ số đã là 2–0, cú sút của Fred Pagnam của Liverpool dù chỉ tìm tới xà ngang cũng khiến nhiều đồng đội phẫn nộ (do lo lắng vụ cá độ bị đổ vỡ nếu bóng lọt lưới). Sau này, Tom Fairfoul, Tom Miller, Bob Pursell và Jackie Sheldon bị ủy ban điều tra của Hiệp hội bóng đá Anh (FA) buộc tội âm mưu bán độ với ba cầu thủ Manchester United (Sandy Turnbull, Arthur Whalley và Enoch West) để United thắng cuộc. Tất cả các cầu thủ này đều bị cấm thi đấu vĩnh viễn. Sau Thế chiến thứ nhất, cuộc đại chiến đã cướp đi sinh mạng của Turnbull trong trận đánh tại Arras năm 1917, FA dỡ bỏ lệnh cấm với tất cả các cầu thủ trên nhằm tri ân đóng góp của họ trên chiến trường.

## Giai đoạn giữa hai cuộc đại chiến
Ba tuần sau sinh nhật thứ 56 của mình, huấn luyện viên Tom Watson mắc chứng cảm lạnh dẫn tới viêm phổi. Ông mất ngày 6 tháng 5 năm 1915; Raisbeck và hai cựu danh thủ Liverpool, Ned Doig và Arthur Goddard, là những người khiêng linh cữu tại đám tang.
Trong Thế chiến thứ nhất, mọi hoạt động của Football League bị gián đoạn, Liverpool tạm thời thi đấu ở một giải đấu khu vực, giải Lancashire Section. Giải gồm hai phần: "Giải đấu chính" và "Giải đấu bổ sung". Liverpool vô địch giải chính vào mùa giải 1916-17, và giải bổ sung vào các mùa giải 1917–18 và 1918–19. Có nhiều cầu thủ Liverpool tham chiến như Philip Bratley, Robert Crawford và Wilfred Bartrop. Bartrop là người duy nhất hy sinh vào ngày 7 tháng 11 năm 1918 ở chiến trường Bỉ.

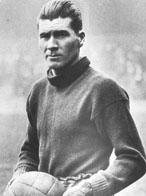
Elisha Scott, thủ môn của Liverpool từ 1912 tới 1934

Khi bóng đá trở lại vào mùa 1919–20, ghế huấn luyện đón chào David Ashworth. Liverpool kết thúc mùa giải ở hạng tư. Trong mùa giải này vua George V trở thành nhà vua đương nhiệm đầu tiên tham dự một trận tại giải vô địch quốc gia khi Liverpool gặp Manchester City. Liverpool tiếp tục về thứ tư trong mùa 1920–21. Hậu vệ Donald McKinlay người Scotland là đội trưởng của đội bóng từ năm 1922 tới năm 1928. Liverpool giành lại chức vô địch quốc gia vào mùa 1921–22. Dù có những lúc Liverpool gần như chắc chắn vô địch sớm, tuy nhiên họ để thua ba trận trong sô sáu trận cuối cùng. May mắn là họ giành chiến thắng 4–1 trước West Bromwich Albion ở trận cuối cùng mùa giải và nâng cao cúp vô địch mùa giải đó.
Ashworth rời Liverpool vào giữa mùa giải tiếp theo để chuyến tới dẫn dắt Oldham Athletic – một phần do ông muốn gần gia đình hơn. Cựu cầu thủ Matt McQueen đồng thời là giám đốc của câu lạc bộ trở thành người thay thế. McQueen ban đầu chỉ là giải pháp tình thế, tuy nhiên ông được giữ chức vụ này lâu dài nhờ giúp Liverpool bảo toàn chức vô địch. Thành công không nhỏ của đội bóng là nhờ vào tài năng của thủ môn Elisha Scott khi anh chỉ lọt lưới 31 quả trong suốt mùa giải, một kỷ lục vào thời điểm đó. Tổng số 60 điểm của Liverpool trong mùa này cân bằng kỷ lục của West Bromwich Albion ba mùa giải trước đó. Harry Chambers là vua phá lưới của đội bóng trong bốn mùa giải đầu tiên sau chiến tranh.
Sau những chức vô địch liên tiếp, phong độ của Liverpool giảm sút khi đội hình trở nên già cỗi. Một số cầu thủ bắt đầu sự nghiệp của họ trước chiến tranh; thủ môn Scott đã ở bên kia sự nghiệp kể từ năm 1912. Câu lạc bộ khởi động mùa bóng 1923–24 với mục tiêu vô địch lần thứ ba liên tiếp, nhưng chỉ cán đích ở vị trí thứ 12. Họ về thứ tư ở mùa giải sau đó, và đó cũng là thành tích tốt nhất của họ trong giai đoạn từ đây cho tới sau Thế chiến thứ hai. Những thay đổi về luật việt vị ở mùa bóng 1925–26 khiến gia tăng số bàn thắng trong các trận đấu. Liverpool có những chiến thắng cách biệt lớn trước Manchester United và Newcastle United, nhưng chỉ về thứ bảy.
Vào năm 1920, khán đài The Kop được thiết kế và mở rộng để có thể chứa 30.000 cổ động viên. Vào thời điểm này, The Kop là khán đài lớn nhất cả nước, có thể chứa nhiều cổ động viên hơn tổng chức chứa của nhiều sân. Sự gia tăng về số lượng cổ động viên không song hành cùng với phong độ của Liverpool; họ ghi 90 bàn trong mùa giải 1928–29, trong đó tiền đạo Gordon Hodgson đóng góp 30 bàn, nhưng vẫn chỉ về đích ở thứ 5. McQueen không thể tái hiện những thành công trước đó và buộc phải rời vị trí huấn luyện vào năm 1928 sau khi phải cắt bỏ chân do tai nạn giao thông. Người thay thế là thư ký George Patterson. Tuy vậy triều đại của Patterson không có tiến triển tích cực gì khi học chỉ loanh quanh ở khu vực giữa bảng xếp hạng. Kết quả thi đấu cũng khá trồi sụt; vào tháng 9 năm 1930, họ để thua 7–0 trên sân của West Ham United, tuy nhiên 9 ngày sau lại thắng Bolton Wanderers 7–2 tại Anfield.
Trong những năm 1930, phong độ của Liverpool tiếp tục đi xuống và họ chỉ cách vị trí xuống hạng trong mùa giải 1933-34 có 4 điểm. Scott rời câu lạc bộ sau khi kết thúc mùa giải tệ hại của bản thân. Trong mười trận đấu từ đầu năm 1934, Liverpool chỉ thắng một lần khi có Scott trong khung gỗ, và sau thất bại 9-2 trước Newcastle United, anh được thay thế bằng Arthur Riley. Sự thay đổi thủ môn đã mang lại phong độ tích cực hơn, với chiến thắng 6-2 trước Birmingham City và chiến thắng 4-1 Middlesbrough. Scott, người chuyển tới Belfast Celtic sau 24 năm gắn bó với Liverpool, vẫn là cầu thủ có thời gian thi đấu tại Liverpool nhiều nhất mọi thời đại. Khi đã quen với những vị trí thấp trên bảng xếp hạng, Liverpool bắt đầu mất những cầu thủ tốt nhất của họ. Hodgson, người đã ghi được 233 bàn thắng trong 358 trận đấu, được bán cho Aston Villa vào năm 1936 và câu lạc bộ vất vả tìm người thay thế anh ta. Họ kết thúc ở vị trí thứ 19 trong mùa giải sau khi anh rời đội. Cũng trong năm 1936, Patterson từ chức huấn luyện viên trưởng vì lý do sức khỏe, và tiếp tục vai trò thư ký của câu lạc bộ. Người kế nhiệm ông, huấn luyện viên George Kay của Southampton, có khởi đầu không mấy khả quan hơn; Liverpool tránh được việc xuống hạng trong mùa bóng 1936-37, và cán đích ở vị trí thứ 11 ở hai mùa giải tiếp theo. Trước khi Thế chiến thứ hai nổ ra, vị trí giữa bảng vẫn là vị trí quen thuộc của Liverpool.
Ngay sau khi chiến tranh nổ ra vào năm 1939, mùa giải 1939-40 ngay lập tức bị hủy bỏ. Khi bóng đá được nối lại, người ta tiếp tục tổ chức các giải đấu theo vùng giống như Thế chiến thứ nhất và các đội thường hay bỏ dở mùa giải. Liverpool tham gia thi đấu tại Football League North và vô địch mùa 1942-43 Nhiều cầu thủ nhập ngũ và không chịu sự quản lý của đội bóng chủ quản trong một thời gian dài, vì vậy nên họ thường làm "khách mời" cho các câu lạc bộ khác. Có hai cầu thủ Liverpool được tặng thưởng huân chương trong chiến tranh; Berry Nieuwenhuys nhận Huy chương Công trạng Séc, còn Bill Jones được trao Huy chương Quân sự nhờ giải cứu đồng đội khỏi chết cháy.

## Các chức vô địch sau chiến tranh và sự đi xuống
Bóng đá tại Football League được nối lại trong mùa giải 1946-47 sau bảy mùa giải bị gián đoạn do chiến tranh. Trước đó Liverpool bắt đầu chuyến du đấu tám tuần tới Hoa Kỳ và Canada, ghi 70 bàn trong 10 trận đấu. Để loại bỏ hậu quả của việc hạn chế thức ăn trong chiến tranh khi du đấu, các cầu thủ Liverpool được phép ăn nhiều hơn và đến cuối chuyến đi đã tăng trung bình 7 pound (3,2 kg) một người. Phóng viên The New York Times theo dõi đội trong chuyến du đấu này ghi nhận "sự gia tăng rõ rệt về sức mạnh trên sân" của cầu thủ.
Trận đấu đầu tiên diễn ra tại Anfield sau chiến tranh là trận gặp Middlesbrough vào ngày 4 tháng 9 năm 1946. Liverpool thua 1-0 trước 34.140 khán giả. Bất chấp thất bại này, Liverpool kết thúc mùa giải 1946-47 với chức vô địch Football League dưới sự chỉ đạo của đội trưởng Willie Fagan. Đống góp quan trọng vào sự thành công này là các cầu thủ tấn công; sau thất bại 5-0 trước Manchester United, câu lạc bộ đã mua Albert Stubbins từ Newcastle United cùng với Jack Balmer và Billy Liddell. Stubbins và Balmer là những người ghi nhiều bàn hàng đầu với 24 bàn thắng. Balmer ghi một hat-trick trong ba trận liên tiếp.
Câu lạc bộ không thể tiếp nối thành công này trong hai mùa tiếp theo và lần lượt kết thúc ở vị trí thứ 11 và 12. Mùa giải 1949–50 cũng tiếp tục là một chiến dịch thất bại. Mùa giả khởi đầu như mơ khi họ bất bại 19 trận và đứng đầu bảng xếp hạng trước năm mới. Tuy nhiên kể từ đó phong độ của họ đi xuống và cuối cùng chỉ xếp thứ tám. Tuy vậy điều này không cản trở chiến dịch FA Cup khi họ lọt vào trận chung kết thứ hai (lần đầu tiên của họ tại Sân vận động Wembley) gặp Arsenal. Tuy nhiên họ vẫn chưa thể lần đầu tiên nâng cúp khi Reg Lewis của Arsenal lập cú đúp trước Liverpool.
Sau khi trận chung kết Cúp FA, vận may của Liverpool cũng dần biến mất. Kay từ chức vì sức khỏe kém, và được thay thế bằng Don Welsh. Mùa giải đầu của Welsh trôi qua không mấy êm ả khi Liverpool bị loại khỏi Cúp FA ở vòng ba bởi Norwich City của giải hạng ba. Một năm sau, có 61.905 khán giả tới sân theo dõi chiến thắng của Liverpool trước Wolverhampton Wanderers với tỉ số 2–1 ở vong bốn Cúp FA; đây là lượng khán giả lớn nhất trong lịch sử của sân Anfield. Dưới sự chỉ đạo của Welsh, câu lạc bộ dần dần trượt dài trên bảng xếp hạng. Đội bóng bị tụt xuống Giải hạng hai trong mùa bóng 1953–54 khi đứng ở vị trí cuối bảng. Đây là lần xuống hạng đầu tiên sau 50 liên tiếp tại đấu trường cao nhất nước Anh.
Mùa giải đầu tiên của Liverpool ở giải hạng hai 1954–55 kết thúc với thứ hạng 11. Trong mùa giải này, câu lạc bộ chịu thất bại nặng nề nhất trong lịch sử của mình với tỉ số 9-1 trước Birmingham City. Mặc dù ở mùa giải sau câu lạc bộ vươn lên đứng thứ ba, tuy vậy thành quả đó không đủ để Welsh giữ chiếc ghế của mình và bị sa thải vào cuối mùa giải. Người thay thế ông là Phil Taylor, cựu đội trưởng Liverpool và thời điểm đó thành viên ban huấn luyện đội bóng. Taylor kí hợp đồng với Ronnie Moran, Alan A'Court và Jimmy Melia, những cầu thủ sẽ sát cánh lâu dài cùng đội trong những mùa giải sắp tới. Tuy vậy Taylor vẫn không thể đưa Liverpool trở lại First Division. Ban lãnh đạo Liverpool vẫn tỏ ra kiên nhẫn với ông dù đội để thua trước câu lạc bộ Worcester City ít tên tuổi ở vòng ba Cúp FA 1959. Ông cuối cùng cũng ra đi trong mùa giải 1959–60. Sau khởi đầu thuận lợi, phong độ của họ dần đi xuống, và sau thất bại trước Huddersfield Town, Taylor từ chức. Người thay thế ông chính là huấn luyện viên của Huddersfield, Bill Shankly.